# NGC 2075
NGC 2075 (również ESO 57-EN5) – gromada otwarta powiązana z mgławicą emisyjną (rejon gwiazdotwórczy), znajdująca się w gwiazdozbiorze Góry Stołowej. Należy do Wielkiego Obłoku Magellana. Odkrył ją John Herschel 23 grudnia 1834 roku.